# 五稜郭 (テレビドラマ)
『五稜郭』（ごりょうかく）は、1988年12月30日・12月31日に日本テレビで放映された日本テレビ年末時代劇スペシャルの第4作で、「昭和」最後の作品。放送時間は2回とも20:03 - 23:00（JST）で、20:00 - 20:03（JST）では予告番組『五稜郭のみどころ』が別途放送された。

## 概要
戊辰戦争、特に箱館戦争を通して榎本武揚の半生を描いた作品である。主演は里見浩太朗で、田村高廣、三浦友和が特別出演している。
「年末時代劇スペシャル」の人気が高い時期の作品で、局側の力の入れようも相当であり、製作費は約10億円といわれる。本編時間も、前年の『田原坂』よりやや短縮されていたが、約4時間50分という堂々たる時代劇大作であった。前々年の『白虎隊』のストーリーの後日譚的部分もある。『白虎隊』、『田原坂』と合わせ「幕末三部作」を完結させる作品としていた。
DVDが発売・レンタルされており、またビデオ版もレンタルされている。

## あらすじ
オープニングナレーション（ナレーター：鈴木瑞穂）
慶応4年(1868年）、現在の北海道で戦いがあった。徳川260年の幕藩体制を壊滅させた維新の戦いは戊辰戦争をもって終結したわけではなかった。事実は、この蝦夷地に諸外国も認めた一つの政権が誕生し、それを制圧して維新の大業が完成を見るには、翌明治2年(1869年）の夏まで待たなければならなかったのである。当時その男達は夢を見た。鳥羽・伏見の戦いで始まる戊辰の戦いに敗れた一握りの幕臣たちは見果てぬ夢を追った。我々にはまだ蝦夷がある。蝦夷には広大な新天地がある。ある者は武士としての意地から、ある者は新政府に対する批判から。この男達は様々な思いを秘めて一隻の船に夢を託した。その船の名を開陽丸といい、北斗の星にも似た彼らの夢の城を五稜郭といった……

前篇 第一部 「江戸最後の日」―男たちの選択―
文久2年（1862年)からオランダに留学していた榎本釜次郎（武揚）は、開陽丸に乗って慶応3年(1867年)に日本へ帰国。直後に佐藤泰然の孫娘・多津と結婚。しかし、彼が力を尽くそうとしていた徳川幕府はすでに崩壊の時を迎えようとしていた。長崎海軍伝習所時代の先輩勝海舟が新しい時代を迎えるために幕府の幕引きを務める中、留学期間中の国内の情勢も知らないまま最強の幕府海軍を率いる榎本は、戦争を回避して薩摩・長州などの倒幕派に樹立された新政府と協力しようとする勝に反撥する。幕府や薩長の狭い視野を抜けて日本の将来を憂える勝の考えは理解されず、榎本は同様の不満をかかえる新選組副長土方歳三ら多くの幕臣達と共に北の果ての大地、蝦夷に向かう。そこには榎本らの夢があった。だが、蝦夷地の気候を甘く見た榎本らは旗艦・開陽丸を座礁させてしまった。

後篇 第二部「幻の蝦夷共和国」―箱館戦争―
日本初の選挙によって蝦夷共和国総裁に選ばれた榎本は、蝦夷を独立国とすべく新政府に嘆願するも一蹴される。一方開陽を失った軍事力を恢復するため、土方らは宮古湾へ向けて出航する。明治新政府が誇る最新艦甲鉄（ストーンウォールジャクソン）号をアボルダージで奪うためである（宮古湾海戦）。しかし政府軍参謀黒田清隆はこの作戦を察知。アボルダージは失敗に終わり、やがて、蝦夷地に新政府軍が上陸。次第に劣勢に追い込まれた蝦夷軍は、じわじわと追い詰められる。榎本の考えを理解しつつあった土方や中島三郎助も戦死。切腹しようとする榎本を松平太郎・大鳥圭介・大塚霍之丞らが押しとどめて降伏を説得。黒田ら政府軍の一部も、榎本ら蝦夷共和国軍の中の人材が失われることを惜しんで降伏を待っていた。箱館病院長高松凌雲の仲介の下、蝦夷共和国軍は降伏した。

エピローグ ウラルを越えて
榎本は逆賊として捕えられたが、黒田や福澤諭吉、それに義理の祖父佐藤泰然らの尽力により数年で赦され、周囲からも才覚を期待されて政府に仕官する。やがて、樺太千島交換条約批准のため、ロシアへの全権大使として黒田から推薦されサンクトペテルブルクへ赴いた榎本は、帰路シベリアに立ち寄る。蝦夷に似たシベリアの広大な大地を目にした榎本に去来した想いは何だったのか……

## キャスト

### 榎本家の人々
榎本家
- 榎本武揚（釜次郎）：里見浩太朗
- 榎本多津（武揚の妻）：浅野ゆう子
- 榎本琴（武揚の母）：南美江
- 観月院（武揚の姉・楽）：結城美栄子
- 榎本武与（武揚の兄）：新田昌玄
- 榎本てい（武与の妻）：新海百合子
- 江連歌（武揚の妹）：日下由美

親戚たち
- 佐藤泰然（多津の祖父）：森繁久彌
- 林洞海（多津の父）：田村高廣（特別出演）
- 林董三郎（のちの董・多津の叔父）：野村宏伸
- 松本良順（多津の叔父・軍医）：石立鉄男
- 林研海（多津の兄）：松山英太郎
- 林つる（多津の母）：久我美子
- 山内六三郎：宮田恭男
- 佐藤たき（多津の祖母）：風見章子
- 江連真三郎（歌の夫）：吉岡祐一
- 松助（榎本家の家僕）：宮城章生
- 留吉（泰然の下男）：赤城太郎

### 蝦夷共和国
共和国首脳
- 土方歳三：渡哲也
- 松平太郎：藤岡弘
- 中島三郎助：若林豪
- 永井尚志（玄蕃頭）：高松英郎
- 沢太郎左衛門：秋野太作
- 大鳥圭介：伊吹剛
- 荒井郁之助：井上高志

函館病院
- 井上（野村）ちか子：十朱幸代
- 高松凌雲：風間杜夫
- おさよ：高橋かおり

フランス人士官
- ブリュネ：岡田眞澄
- カズヌーブ：クロード・チアリ

元新選組
- 島田魁：松村雄基
- 野村利三郎：福本清三
- 相馬主計：武井三二

艦長たち
- 松岡磐吉：佐藤仁哉
- 甲賀源吾：市川好郎
- 森本弘策：田中隆三

その他
- 大川正次郎：三浦友和（特別出演）
- 古屋佐久左衛門：竜雷太
- 大塚霍之丞：船越英一郎
- 伊庭八郎：舘ひろし
- 中島英次郎：坂詰貴之
- 朝夷健次郎：本田博太郎
- 玉置良三：高橋良明
- 三郎太：石川博之
- 今井信郎：片桐竜次
- 星恂太郎：高岡健二
- 中島恒太郎：新井昌和
- 大塚浪次郎（霍之丞の弟）：高橋浩二郎
- 松岡四郎次郎：山本紀彦
- 安藤太郎：笹木俊志
- 寺沢正明：熊谷俊哉
- 渡辺清次郎：島英津夫
- 雑賀孫六郎：石田弘志
- 関広右衛門：野口貴史
- 細谷安太郎：内田慎一
- 丸毛牛之助：木下浩
- 田島金太郎：新井信彦
- 木下福太郎：稲泉智方
- 尾形孝次郎：藤堂貴也

### 旧幕府軍関係
幕臣
- 勝海舟（安房・維新後は安芳）：津川雅彦
- 板倉勝静（伊賀守）：武藤章生
- 酒井忠績（雅楽頭）：入江慎也

新選組
- 近藤勇：夏八木勲
- 永倉新八：五代高之

徳川家
- 徳川慶喜：石田信之

会津藩
- 松平容保：水上保広

桑名藩
- 松平定敬（容保の弟）：入江武敏

### 新政府関係
長州藩
- 木戸孝允（桂小五郎）：あおい輝彦
- 山田市之允（のちの顕義）：石橋正次
- 中島四郎（のちの佐衡）：遠藤征慈

薩摩藩
- 黒田了介（のちの清隆）：西郷輝彦
- 山下喜次郎（薩摩軍隊長）：村田雄浩
- 東郷平八郎（のち日露戦争時の連合艦隊司令長官）：新田純一
- 田島圭蔵：内藤剛志
- 薩摩軍軍使：大門正明
- 益満休之助：平泉成
- 和田彦兵衛：浜田晃
- 有川藤太：静志郎

佐賀藩
- 石井富之助：井上博一

### その他
- 福沢諭吉：中村雅俊
- 勝民子：赤座美代子
- 梁田右衛門：下川辰平
- 田口俊平：潮哲也
- 志那手妻の男：ゼンジー北京
- 内田恒次郎：牧村泉三郎
- ユージン・ヴァン・リード：マイク・ロジャーズ
- 上田寅吉：柴田善行
- 下足番：桂才賀
- 歩哨兵：白井滋郎
- 古川庄八：岡田和範
- 政府軍隊長：山田良樹
- 太政官守衛：三田康二
- 領事館員：司祐介
- 東征軍兵士：大矢敬典
- 士官：平田桃介
- 門衛：川浪公次郎、白川浩三郎
- 政府軍兵士：木谷邦臣、小谷浩三
- 慶應義塾塾生：五十嵐公二、大村浩之
- 脱走軍首脳：手塚秀彰、中島俊一
- 脱走兵：池田謙治、奥久俊樹
- 負傷兵：山脇義晴、木下通博
- 斥候：西山清孝、清家三彦
- 薩軍兵：細川純一、永田登志雄
- ナレーター：鈴木瑞穂

## スタッフ
- 企画：岩淵康郎
- 制作：清水欣也、田中正雄
- 音楽：川村栄二
- 原作・脚本：杉山義法 -『五稜郭』角川文庫（電子書籍で再刊）
- 監督：齋藤光正
- 脚本協力：石原純一
- プロデューサー：須永元、初川則夫、井上健（日本テレビ）、松岡明、菊池昭康、佐藤丈（ユニオン映画）、今井正夫（東映太秦映像）
- 撮影：原田裕平
- 照明：武邦男
- 録音：中川清
- 編集：河合勝巳
- 記録：内藤幸子
- 美術：鈴木孝俊
- 助監督：金鐘守
- 制作担当：山田勝
- 撮影計測：小林雄司
- 特技：宍戸大全
- 擬斗：上野隆三（東映剣会）
- 整音：加藤正行
- 邦楽監修：中本哲
- 進行：福田雅弘
- 演技事務：村田玉郎
- ロケーションコーディネーター：早瀬主税
- 装置：広瀬哲三、稲田源兵衛
- 装飾：長尾康久
- 火薬効果：笠井伴夫
- 小道具：高津商会
- 持道具：京阪商会
- 衣裳：東京衣裳
- 美粧結髪：東和美粧
- かつら：山崎かつら
- 題字：小林與三次
- 資料協力：函館市史編纂室、紺野哲也、岩倉規夫、国立公文書館、宮内庁書陵部
- 観光丸素材提供：総合ビジョン
- ロケ協力：札幌テレビ放送、函館市、江差町教育委員会、浜頓別町、沼川農業協同組合、日本エアシステム、長崎オランダ村

特殊撮影スタッフ
- 特殊撮影協力：東宝映像美術
  - 特技監督：川北紘一
  - 撮影：桜井景一、大根田俊光
  - 美術：小村完
  - 照明：斉藤薫
  - 操演：松本光司
    - 操演助手：白石雅彦

  - 特殊効果：渡辺忠昭
  - 助監督：鶴見孝夫
  - 制作：柴野幸雄
  - 協力：大平特殊効果（火薬効果）、マーブリング・ファインアーツ（ミニチュア）、マリンポスト（合成）
- 音楽監督：鈴木清司
- 音楽協力：日本テレビ音楽
- 主題歌：さだまさし「夢の吹く頃」
- 制作協力：東映太秦映像
- 制作：日本テレビ
- 製作・著作：ユニオン映画

## 制作
杉山義法は、『忠臣蔵』『白虎隊』『田原坂』に続き、『年末時代劇スペシャル』4作目の脚本執筆となる。忠臣蔵・白虎隊・田原坂が日本人の好む「滅びの美学」「自裁の美学」を強調した内容であったので、杉山は「（脚本家の立場として）私としては、もう主役が死ぬ内容の脚本を書きたく無い」という思いから、主要人物が死なない題材を探していたところ、箱館戦争に行き着いたという。
軍艦・回天丸のオープンセットは、琵琶湖畔に実際の大きさを再現して造られた。これに人々は「劇場映画でも見たことがないほどの豪華さ」と驚いたという。

## 特撮
- 当時の東宝特撮を率いていた川北紘一が特技監督を務めた[3]。照明の斉藤薫は、映画『ガンヘッド』の制作が控えていたため、川北から特撮スタッフとの顔合わせも兼ねて本作品への参加を勧められた[3]。
- 主要な特撮シーンには、開陽丸などの軍艦、弁天台砲台、五稜郭があり、ミニチュアにより表現された。
- 海戦シーンには東宝撮影所の大プールが使われた。
- 近景の水柱はプールに火薬を仕込んで撮影されており、遠景の水柱はフロンガスを使って噴き出す形で表現されている。この撮影技法は次回作の「奇兵隊」でも同様である。

## 地方局の放送状況
前編の放送された1988年12月30日は金曜日、翌12月31日は土曜日で、一部のクロスネット局などでは、該当時間帯では他系列の番組を編成する局もあったが、他系列の番組の差し替えせず、日本テレビと同時ネットで放送された。
その一方、九州地区におけるフジテレビ系列とのクロスネット局および、テレビ朝日系列を加えたクロスネット局だった4局（系列は当時のもの）では、以下の対応が取られた。
- テレビ長崎（KTN、フジテレビ系列とのクロスネット局[注釈 4]）

前編は金曜日のプライムタイムの通常編成が日テレ系同時ネット枠だったため、同時ネットで放送されたが、後編は土曜日のプライムタイムの通常編成がフジテレビ系同時ネット枠の関係で、1989年1月2日午後に放送された。
- テレビ大分（TOS、フジテレビ系列・テレビ朝日系列とのクロスネット局）

当時の通常編成における金・土曜の20時台はどちらも日テレ系同時ネット枠だったが、両日とも本作を同時ネットせず、日テレ同時ネット枠の20時台は単発番組で穴埋めし、21時以降は他系列の番組を放送したため、前編は1989年1月2日、後編は翌3日午後のローカル枠でそれぞれ放送された。
- テレビ宮崎（UMK、フジテレビ系列メインでテレビ朝日系列とのクロスネット局[注釈 4]）

30日の20時台は日本テレビ系列の海外ドラマ『探偵レミントン・スティール』で穴埋めし、21時からはTOS同様にフジ系同時ネット。31日はKTN同様、土曜日のプライムタイムの通常編成がフジ系同時ネット枠のため、第一部は1989年1月1日、第二部は翌1月2日午後のローカル枠で放送された。
- 鹿児島テレビ（KTS、フジテレビ系列とのクロスネット局）

前編はKTN同様に金曜日のプライムタイムの通常編成が日テレ系同時ネット枠だったため、同時ネットで放送されたが、31日のプライムタイムは別番組を放送したため、後編は1989年1月2日午後に放送された。
クロスネット局含めて、日本テレビ系列の放送局が存在しない沖縄県では、TBS系列局の琉球放送（RBC）が約1年遅れで1989年12月29日（金）の15時から前編、翌30日（土）の正午から後編を放送した。

## 関連作品
- 『白虎隊』（1986年、日本テレビ系）

同シリーズ第2弾。本作の会津戦争関係描写と大きく関連している作品。